# Vojens Kommune
| Basisdaten | Basisdaten            |
| ---------- | --------------------- |
| Fläche     | 298,45 km² (2005)     |
| Einwohner  | 16.792 (2005)         |
| Internet   | http://www.vojens.dk/ |

Vojens Kommune (deutsch: Kommune Woyens) war eine Kommune im Sønderjyllands Amt (Nordschleswig) im südwestlichen Dänemark.

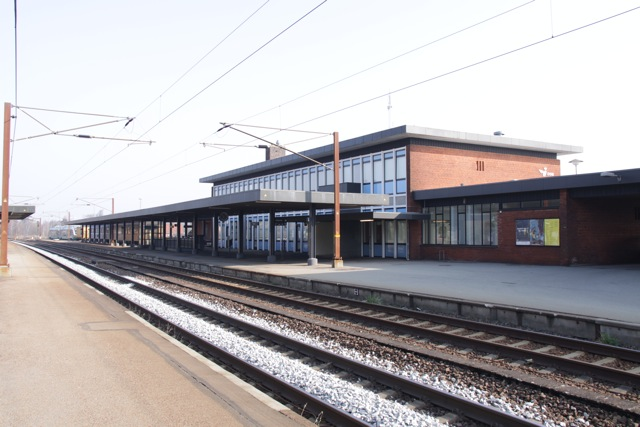
Bahnhof von Vojens

## Geschichte
Die flächengroße Kommune entstand 1970 durch Zusammenschluss der Gemeinden Hammelev (deutsch: Hammeleff), Jegerup (deutsch: Jägerup), Maugstrup (deutsch: Magstrup), Nustrup (deutsch: Nübel), Oksenvad (deutsch: Oxenwatt), Skrydstrup, Sommersted (deutsch: Sommerstedt), Vedsted (deutsch: Wittstedt) und dem erst 1920 von Jegerup abgetrennten Vojens (deutsch: Woyens). Gemeinsam mit den Kommunen Gram und Haderslev (deutsch: Hadersleben) sowie den Gemeinden Bevtoft (deutsch: Beftoft), Hjerndrup, Bjerning und Fjelstrup ging die Kommune Vojens am 1. Januar 2007 in der neuen Großkommune Haderslev mit über 60.000 Einwohnern auf.

## Sehenswürdigkeiten
Südlich von Vojens und nördlich von Over Jerstal liegen die Megalithanlagen von Over Jerstal. Es handelt sich um zwei Ganggräber und zwei Dolmen.

## Verkehr
Vojens liegt an der Bahnstrecke Fredericia–Flensburg, die frühere Nebenstrecke nach Haderslev war bereits 2004 eingestellt worden und wird seit 2011 wieder von Museumszügen befahren.